# Billy Crawford
Billy Joe Crawford (Manilla, Filipijnen, 16 mei 1982) is een Filipijns-Amerikaanse r&b-, pop- en soulzanger en acteur. Crawford had wereldwijd hits met de liedjes Trackin' , When You Think About Me, Urgently in love en Never My Love.
Als kind werd hij op een bowlingbaan ontdekt toen hij daar zong. Hij kreeg op de Filipijnen een televisieprogramma in de avond, That's entertainment. Hij presenteerde onder de naam Billy Joe. Toen hij en zijn familie naar Texas verhuisde legde hij zich meer toe op het zingen. Hij won een talentenjacht in Dallas en veranderde zijn artiestennaam in Billy Crawford. Op 15-jarige leeftijd nam hij zijn eerste album op: Billy Crawford. Het nummer Urgently in love behaalde in de meeste Europese landen de hitparades.
Zijn grootste succes kende Crawford met zijn tweede album, Ride. De single Trackin'  werd vooral in Europa een hit: het behaalde de eerste plaats in de hitlijsten in Frankrijk en Nederland, de tweede plek in België, de derde plaats in Zwitserland en de twintigste plaats in Duitsland. Verschillende singles van Ride volgden en behaalden vrijwel allemaal de hitlijsten. Hierna bracht Crawford in 2005 het album Big City en in 2008 It's Time uit, maar beide herhaalden niet het succes van Ride. In 2009 bracht hij het coveralbum Groove uit.
In 2005 speelde Crawford in de geflopte film Dominion: Prequel to the Exorcist.

## Discografie

### Albums
- Billy Crawford (1998)
- Ride (2001)
- Big City (2004)
- Big City Tour Live (live-dvd, 2005)
- It's Time (2008)
- Groove (2009)

### Singles
- 1998 Urgently In Love
- 1999 Supernatural
- 1999 Mary Lopez
- 2001 When You’re In Love With Someone
- 2002 Trackin'
- 2002 When You Think About Me
- 2002 You Didn’t Expect That
- 2003 When You’re In Love With Someone
- 2003 Me Passer De Toi (Someone Like You)
- 2004 Bright Lights
- 2005 Steamy Nights
- 2007 Like That